# Кос Микола
Микола Кос (16 грудня 1912, с. Липа, Долинського району, Івано-Франківської області — † 1940, м. Сянок, Підкарпатського воєводства, тепер Польща) — організаційний референт Крайової екзекутиви ОУН ЗУЗ (07.1934-1935), крайовий провідник ОУН ПЗУЗ (північно-західних українських земель) (1935-1937).

## Життєпис
Микола Кос народився 16 грудня 1912 року в селі Липа, Долинського району, Івано-Франківської області.
Протягом 1923—1932 навчався у Стрийській гімназії, а згодом вступив до Львівського університету.
У 1934 інструктор юнацтва ОУН. Протягом другої половини 1934 та 1935 організаційний референт Крайової екзекутиви ОУН ЗУЗ.
З 1935 по 1937 Крайовий провідник ОУН ПЗУЗ (північно-західних українських земель). З липня по грудень 1935 в'язень табору у Березі-Картузькій.
10 серпня 1937 заарештований польською поліцією в місті Долині, а згодом засуджений на Рівненському процесі (22 — 26.08.1939) до 10 років ув'язнення, однак по амністії строк зменшено до 6 років і 8 місяців.
Помер через підірване у в'язниці здоров'я у 1940 році.